# Bredspor
Bredspor er jernbanespor anlagt med en sporvidde større end 1.435 mm (normalspor).
Visse europæiske lande har bredspor som standard sporvidde.
De fleste europæiske lande, der var en del af det Russiske Kejserrige i 1800-tallet, Rusland, Finland, Estland, Letland, Litauen, Hviderusland, Ukraine og Moldavien blev anlagt med bredspor på 1.524 mm, deraf navnet russiske sporvidde. I 1960'erne blev sporvidden modificeret til 1520 mm.
I Spanien og Portugal anvendes en anden afvigende bred sporvidde, nemlig 1.668 mm. Spanien bygger dog nu højhastighedsbaner med normalspor. Der er også planer om et fremtidigt bytte til normalspor og ved vedligeholdelsesarbejde lægger man nye sveller forberedt for sporviddeændring.
Irland og Nordirland har bredspor. Standard er i disse områder 1.600 mm. Et andet bredspor på øen (the Ulster Railway) har tidligere været 1.880 mm.
Før 2. verdenskrig planlagde Hitler et superbredspor i Tyskland, med en sporvidde på tre meter (3.000 mm). Denne superbrede sporvidde blev dog aldrig anvendt.
Eftersom 1.435 mm er den almindeligste sporvidde, er russiske sporvidde en forhindring for international trafik fra det øvrige Europa, Iran og Kina. Lokomotiver og de fleste vogne er bygget for en fast sporvidde, hvilket tidligere betød at passagerer og gods måtte skifte tog eller lastes om, hvor forskellige sporvidde mødtes. Man løste og løser undertiden problemet ved at benytte vogne som nemt kan udskifte hjul eller bogier ved grænserne. Bogieskift finder f.eks. sted ved direkte persontog mellem Berlin – Moskva.
For godstrafik kan særlige vogne anvendes, hvor en vogn med den ene sporvidde kører op på den anden. Man kan også anvende ISO-containere, som let kan omlastes.
Bredspor forekommer på visse baner beregnet til persontrafik, som er isoleret fra hovednettet, også relativt nye sådanne, f.eks. Bay Area Rapid Transit rundt om San Francisco. I almindelighed bygges nye baner med normalspor, eftersom det er billigere at købe tog med standardiserede bogier. Således valgte Spanien at have normalspor på højhastighedsbaner med persontog.